# 遼史紀事本末
『遼史紀事本末』（りょうしきじほんまつ）は、清の李有棠の編著。全40巻。光緒19年（1893年）に『金史紀事本末』52巻と同時刊行された。引用書目は710種に及ぶ。本書の特徴は、裴松之と胡三省の方法をまね、膨大な割注（考異）を付したところにある。
光緒29年（1903年）、江西学政の呉士鑒によって朝廷に献上された。このとき「紀述は該博、考証は綿密」「不朽の歴史書」と称賛された。1980年に中華書局から校点出版された。
同じ清代の譚宗浚にも『遼史紀事本末』の著書がある。原稿こそ完成したが、刊行されなかった。16篇が現存しており、『遼史紀事本末諸論』としてまとめられた。